# Dirt Farmer
Dirt Farmer è un album del musicista americano Levon Helm, ex batterista e cantante dei The Band. L'album è stato pubblicato il 30 ottobre 2007 su Vanguard Records ed è stato il primo album in studio di Helm dal 1982. È stato prodotto dal chitarrista Larry Campbell (che, come Helm, ha lavorato con Bob Dylan) e dalla figlia di Helm, Amy, entrambi che cantano e si esibiscono anche nell'album. Ha vinto il Grammy Award per il miglior album folk tradizionale nel febbraio 2008.

## Tracce
1. False Hearted Lover Blues (Traditional) – 3:29
2. Poor Old Dirt Farmer (Tracy Schwarz) – 3:52
3. The Mountain (Steve Earle) – 3:35
4. Little Birds (Traditional) – 4:41
5. The Girl I Left Behind (Traditional) – 3:36
6. Calvary" (Byron Isaacs) – 4:53
7. Anna Lee" (Laurelyn Dossett) – 3:43
8. Got Me a Woman (Paul Kennerley) – 3:11
9. A Train Robbery (Paul Kennerley) – 5:28
10. Single Girl, Married Girl (A. P. Carter) – 3:18
11. The Blind Child (Traditional) – 3:26
12. Feelin' Good (J. B. Lenoir) – 3:31
13. Wide River to Cross (Buddy & Julie Miller) – 4:52